# Prochiloneurus nagasakiensis
Prochiloneurus nagasakiensis är en stekelart som först beskrevs av Ishii 1928.  Prochiloneurus nagasakiensis ingår i släktet Prochiloneurus och familjen sköldlussteklar. Inga underarter finns listade i Catalogue of Life.